# Art & Architecture Thesaurus
Art & Architecture Thesaurus (Tesauro de Arte y Arquitectura, abreviado como AAT) es un vocabulario controlado que se utiliza para describir elementos y conceptos de arte, arquitectura, conservación, arqueología y cultura material desarrollado por el Instituto de investigación Getty. Cuenta con términos, descripciones, citas bibliográficas y otra información relacionada con las bellas artes, la arquitectura y las artes decorativas.
El AAT es utilizado, entre otros, por museos, bibliotecas de arte, archivos, catalogadores e investigadores de historia del arte. Se compone de términos preferidos seleccionados y las relaciones de equivalencia, jerárquicas y asociativas.de esos términos. Cumple con las normas ISO y NISO, incluidas las normas ISO 2788, ISO 25964 y ANSI/NISO Z39.19.
En marzo de 2023, contiene alrededor de 74 045 registros y 488 911 términos.